# Rui Pedro
Rui Pedro Couto Ramalho, cunoscut ca Rui Pedro (n. 2 iulie 1988, Vila Nova de Gaia, Porto, Portugalia) este un fotbalist aflat sub contract cu Ferencváros TC.